# Rhabdoblatta elegans
Rhabdoblatta elegans är en kackerlacksart som beskrevs av Anisyutkin 2000. Rhabdoblatta elegans ingår i släktet Rhabdoblatta och familjen jättekackerlackor. Inga underarter finns listade i Catalogue of Life.